# Giardini Papadopoli
I giardini Papadopoli sono un piccolo parco pubblico del centro storico di Venezia. Si trovano nel sestiere di Santa Croce, nei pressi di piazzale Roma.

## Storia
Sull'area oggi occupata dai giardini sorgeva un tempo il monastero di Santa Croce, l'antico complesso religioso che ha dato il nome all'intero sestiere. Abitato da una comunità di monache clarisse, venne chiuso nel 1810 durante le soppressioni napoleoniche e ridotto ad usi civili. Il complesso fu demolito qualche anno dopo assieme ad altre costruzioni per fare posto al parco.
Il progetto fu concepito da Francesco Bagnara nel 1834-35 su commissione di Teresa Mosconi, moglie del conte Spiridione Papadopoli che era divenuto proprietario del terreno subentrando alla famiglia Quadri. Per la costruzione vennero accorpati anche giardini e orti preesistenti, per un totale di 12 000 m².
Seguace di Giannantonio Selva e di Giuseppe Jappelli, Bagnara realizzò a nord, verso il Canal Grande, un parco all'inglese in linea con le tendenze romantiche del periodo, caratterizzato da viali sinuosi e collinette. La parte rimanente, invece, era più regolare con aiole di forma geometrica. Rimaneggiati e ampliati nel 1863 dal paesaggista francese Marc Guignon su incarico dei nuovi proprietari Niccolò e Angelo Papadopoli, i giardini destarono l'ammirazione dell'opinione pubblica. All'interno avevano trovato posto numerosi esemplari di piante esotiche, ma vi era anche una voliera con pappagalli e fagiani argentati e una terrazza circolare che dava sul Canal Grande.
Danneggiati dai bombardamenti della prima guerra mondiale, verso il 1920 vennero aperti al pubblico. Ma nel 1933 furono coinvolti nella costruzione di piazzale Roma e subirono delle gravi alterazioni: la parte occidentale venne in gran parte spianata e separata dal resto dallo scavo del rio Novo, necessario allo smaltimento del traffico del nuovo terminal. Nella stessa occasione fu innalzato un grande complesso alberghiero sul lato sud.

## Descrizione

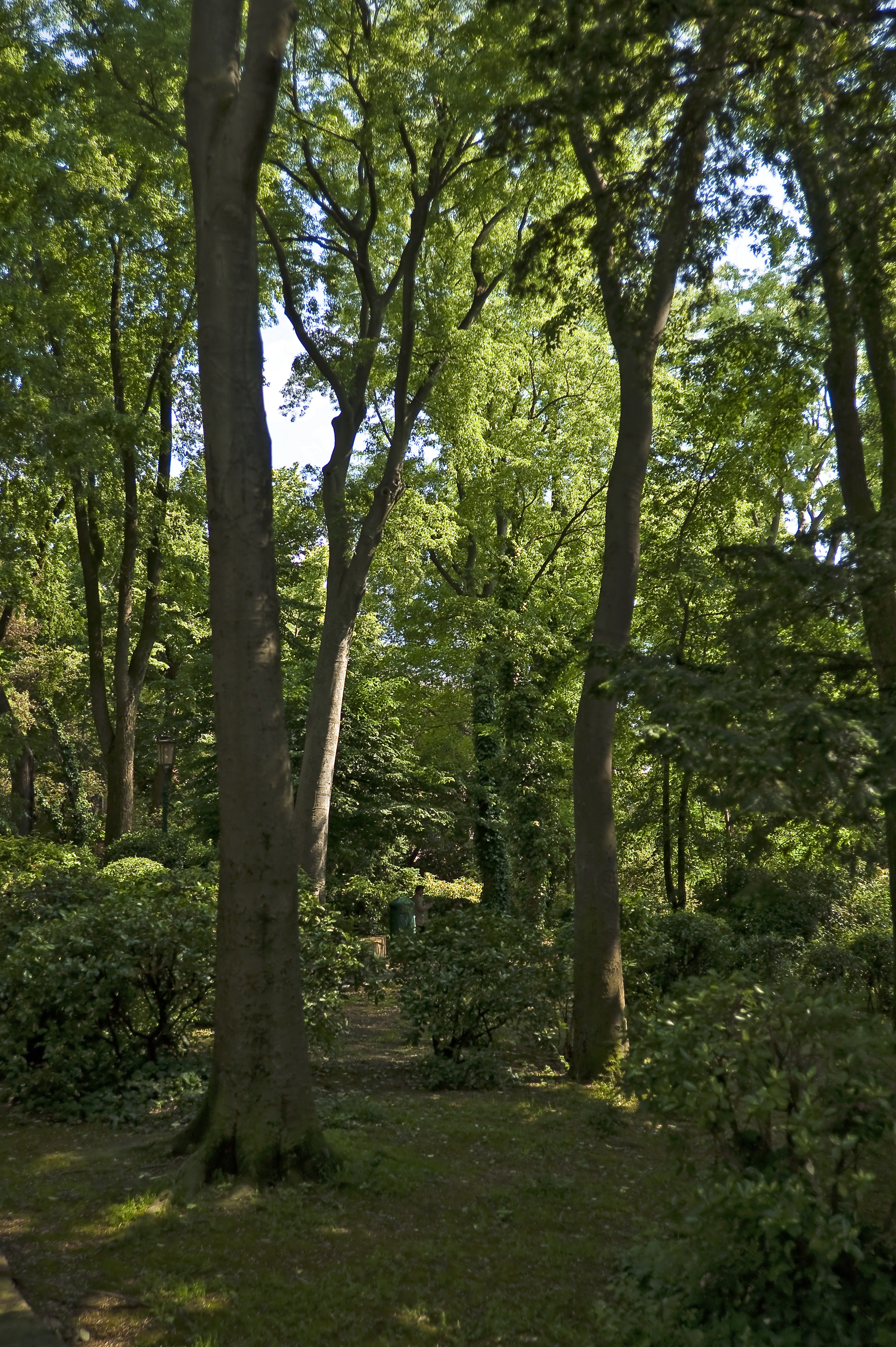
Scorcio dei giardini

Il parco occupa attualmente un'area recintata di 7 500 m² in un'insula delimitata a nord dal Canal Grande, a est dal rio dei Tolentini, a sud dal rio del Magazen e a ovest dal rio Novo.
Risulta poco luminoso sia per la copertura arborea abbastanza fitta, sia per la presenza di specie sempreverdi come lecci, cipressi e cedri. Altre specie presenti sono bagolari, sofore, tigli, tassi, aceri e querce. Il sottobosco è costituito da esemplari di alloro, evonimo, aucuba, viburni e macchie di Ruscus hypoglossum.
Sulla parte meridionale del parco si affaccia il giardino d'inverno dell'hotel Papadopoli, costruito nel 1970 su progetto di Pietro Porcinai.
Oltre il rio Novo, adiacenti a piazzale Roma, resistono ancora due piccoli lembi non recintati dei giardini originari, rispettivamente di 655 e 710 m². Il primo è ridotto sostanzialmente a un'aiuola su cui si innalza qualche cipresso; l'altro è più interessante per la presenza di una fontanella incastonata tra "finte" rocce ed è ciò che resta, forse, di un ninfeo o di una scogliera.

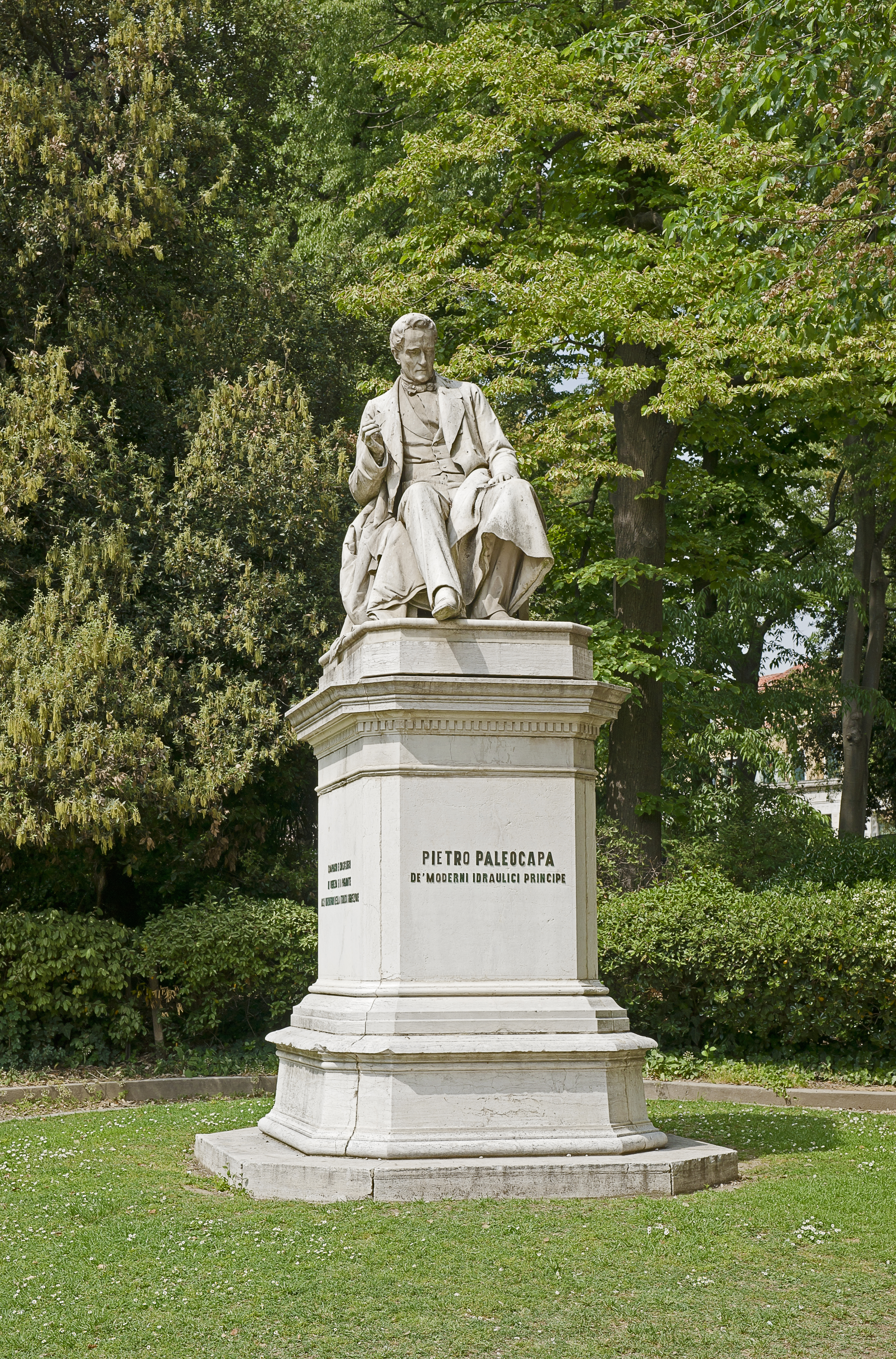
Monumento a Pietro Paleocapa

Nei giardini si trova la statua di Pietro Paleocapa in marmo, opera di Luigi Ferrari del 1873,
un tempo collocata in campo Sant'Angelo.